# Aulogymnus skianeuros
Aulogymnus skianeuros är en stekelart som först beskrevs av Julius Theodor Christian Ratzeburg 1844.  Aulogymnus skianeuros ingår i släktet Aulogymnus och familjen finglanssteklar. Arten är reproducerande i Sverige. Inga underarter finns listade.